# Cost per clic
El cost per clic (CPC) és un mecanisme de compra de publicitat per a determinats objectius de màrqueting. En el model de CPC, l'anunciant no paga en funció de l'audiència que veu un anunci, sinó en funció de l'usuari que respon a l'anunci, fent-hi un clic —i manifestant-hi, així, el seu interès a visitar la web de l'anunciant— per a saber-ne més coses.
El cost per clic és la quantitat de diners o suma de diners que un anunciant determinat paga al motor de cerca on té contractats els serveis, per un clic en l'anunci. Alguns motors de cerca populars són Google, Yahoo! i MSN.
L'avantatge és que només es paga pels clics fets en l'anunci. El pagament per clic ofereix la possibilitat d'arribar a un alt percentatge d'usuaris d'Internet, que, a més a més, estan interessats en el producte o servei equivalent. En la mesura que un anunci esdevé més popular, més amunt es troba en el lloc d'enllaços patrocinats i més barates en són les relacions amb les paraules clau.
La metodologia del cost per clic consisteix en un sistema de licitació. La campanya comença amb la creació de certs anuncis de text, l'elecció de les paraules clau i la decisió de quant es vol pagar per a cada visitant qualificat. Per cada paraula clau es pot comprar un anunci; el competidor també la pot comprar: sistema de licitació. Qui ofereix el millor preu per clic es posa més amunt en l'espai on es mostren els anuncis.
Quan van aparèixer els enllaços patrocinats en els cercadors, ningú no podia imaginar que aquells senzills i breus textos que apareixen amb els resultats de recerca, que enllacen amb altres pàgines web, acabarien essent el motor del creixement de la publicitat online i la base dels ingressos de Google.
El mètode dels enllaços patrocinats ha aconseguit revolucionar el mercat de la publicitat online i, alhora, ha aconseguit democratitzar-lo i fer-lo accessible a tothom. Gràcies al sistema de cost per clic, qualsevol negoci, per petit que sigui, pot fer publicitat a Internet i pagar només quan aconsegueix resultats. Ho pot fer des d'una inversió mínima. Aquest sistema també va permetre que siguin milers els anunciants a tot el món que usaven les solucions de Google per a vendre els seus productes. Són innumerables les webs que arreu del món aconsegueixen generar ingressos amb anuncis a Google —o amb altres sistemes similars, com l'ofert per Yahoo!, entre d'altres. Es tracta tant d'empreses de gran format i milions d'usuaris com de petits blogs amb pocs visitants.